# Gerador de água atmosférico
Um gerador d'água atmosférico (atmospheric water generator ou AWG em inglês) é um dispositivo que extrai água do ar úmido do ambiente. O vapor de água no ar pode ser extraído por condensação - resfriando o ar abaixo de seu ponto de orvalho, expondo o ar a dessecantes ou pressurizando o ar. Ao contrário de um desumidificador, um AWG é projetado para tornar a água potável. Os AWGs são úteis onde a água potável pura é difícil ou impossível de se obter, porque quase sempre há uma pequena quantidade de água no ar que pode ser extraída. As duas técnicas principais em uso são resfriamento e dessecantes.
A extração de água atmosférica pode exigir um aporte significativo de energia. Alguns métodos AWG são completamente passivos, dependendo das diferenças naturais de temperatura e não requerem nenhuma fonte de energia externa. Estudos de biomimética demonstraram que o besouro Stenocara gracilipes tem a habilidade natural para realizar essa tarefa.

## História

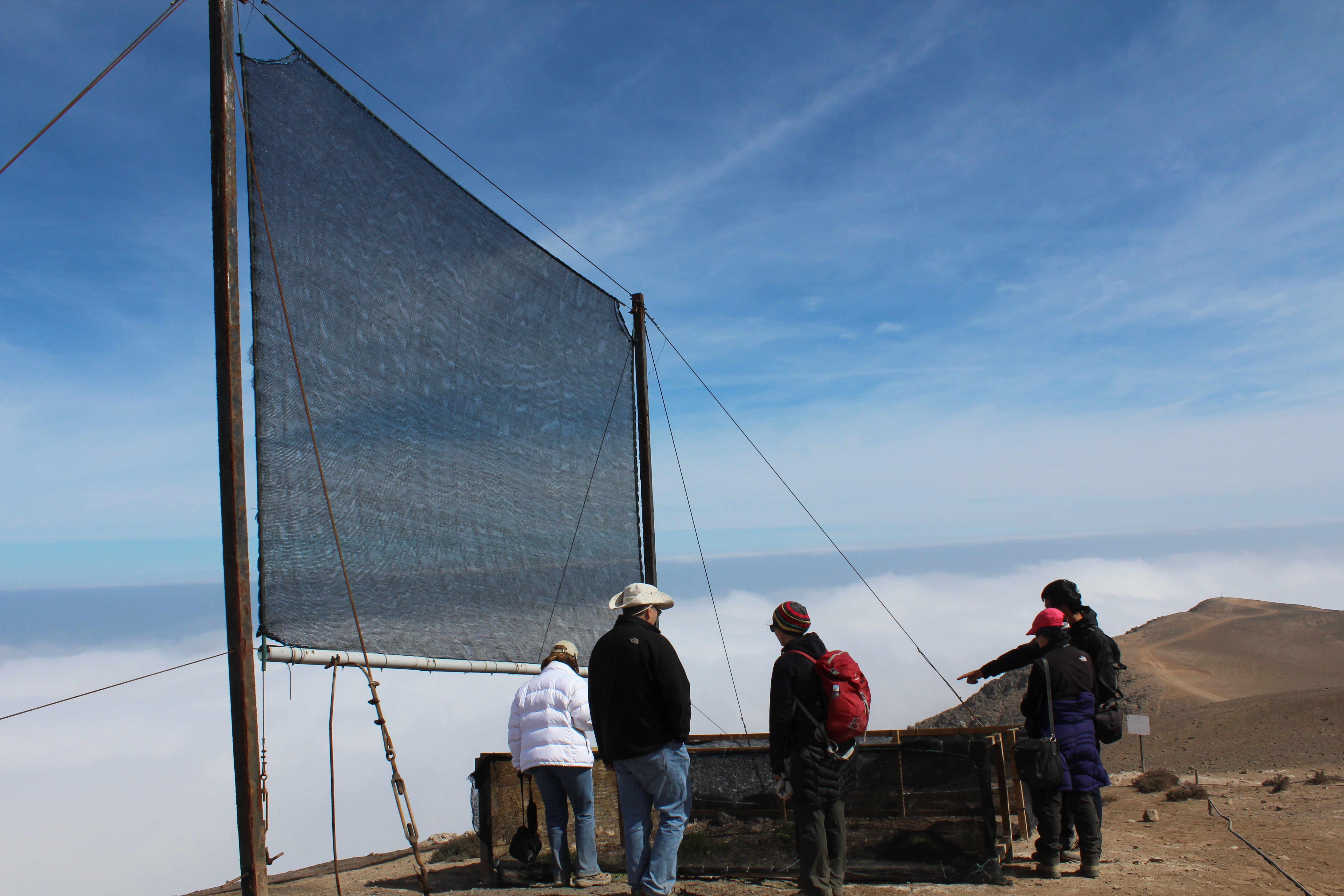
"Atrapanieblas" ou coleção de névoa em Alto Patache, Deserto de Atacama, Chile.

Os incas conseguiram sustentar sua cultura acima da linha da chuva coletando orvalho e canalizando-o para cisternas para distribuição posterior. Registros históricos indicam o uso de cercas de nevoeiro para coleta de água. Esses métodos tradicionais costumam ser completamente passivos, não exigindo nenhuma fonte de energia externa além das variações naturais de temperatura. 
Vários inventores desenvolveram poços de ar como uma forma de coletar passivamente a umidade do ar. 
O DARPA, do exército dos EUA, tem um programa denominado Extração de Água Atmosférica, que visa desenvolver um dispositivo que pode fornecer água para 150 soldados e ser transportado por quatro pessoas. Em fevereiro de 2021, a General Electric recebeu 14 milhões de dólares para continuar o desenvolvimento de seu dispositivo.

## Tecnologias modernas
Muitos geradores atmosféricos de água operam de maneira muito semelhante à de um desumidificador: o ar é movido sobre uma serpentina resfriada, causando a condensação da água. A taxa de produção de água depende da temperatura ambiente, da umidade, do volume de ar que passa pela bobina e da capacidade da máquina em resfriar a bobina. Esses sistemas diminuem a temperatura do ar, o que por sua vez reduz a capacidade do ar de transportar vapor de água. Esta é a tecnologia mais comum em uso, mas quando alimentada por eletricidade baseada em carvão tem uma das piores pegadas de carbono de qualquer fonte de água (excedendo a dessalinização de água do mar por osmose reversa em três ordens de magnitude) e exige mais de quatro vezes mais rega a cadeia de abastecimento do que entrega ao usuário.
Uma alternativa de tecnologia disponível usa dessecantes líquidos ou "úmidos", como cloreto de lítio ou brometo de lítio para puxar água do ar por meio de processos higroscópicos. Uma técnica semelhante proposta combina o uso de dessecantes sólidos, como sílica gel, estrutura metal-orgânica e zeólita, com condensação por pressão. Dispositivos de geração direta de água potável com luz solar também estão em desenvolvimento.

### Condensação de resfriamento

Exemplo de processo de resfriamento-condensação.

Em um gerador de água atmosférica do tipo condensação de resfriamento, um compressor circula o refrigerante através de um condensador e, em seguida, uma serpentina do evaporador que resfria o ar ao seu redor. Isso diminui a temperatura do ar até o ponto de orvalho, fazendo com que a água se condense. Um ventilador de velocidade controlada empurra o ar filtrado pela bobina. A água resultante é então passada para um tanque de retenção com um sistema de purificação e filtração para ajudar a manter a água pura e reduzir o risco representado por vírus e bactérias que podem ser coletados do ar ambiente na serpentina do evaporador pela água de condensação.
A taxa na qual a água pode ser produzida depende da umidade relativa e da temperatura do ar ambiente e do tamanho do compressor. Os geradores de água atmosférica tornam-se mais eficazes à medida que a umidade relativa e a temperatura do ar aumentam. Como regra geral, os geradores de água atmosférica de condensação de resfriamento não funcionam de maneira eficiente quando a temperatura cai abaixo de 18,3 ° C (65 ° F) ou a umidade relativa do ar cai abaixo de 30%. Isso significa que eles são relativamente ineficientes quando localizados em escritórios com ar-condicionado. A relação custo-benefício de um AWG depende da capacidade da máquina, das condições locais de umidade e temperatura e do custo de alimentação da unidade.

### Dessecação úmida
Uma forma de geração de água dessecante úmida envolve o uso de sal em uma solução concentrada de salmoura para absorver a umidade ambiente. Esses sistemas extraem a água da solução e a purificam para consumo. Uma versão dessa tecnologia foi desenvolvida como dispositivos portáteis que funcionam em geradores. As versões grandes, montadas em reboques, produzem até 4500 litros ou 1200 galões de água por dia, na proporção de até 5 galões de água por galão de combustível. Esta tecnologia foi contratada para uso pelo Exército dos EUA e pela Marinha dos EUA, bem como a Federal Emergency Management Agency (FEMA).